# Halo (säkerhet)

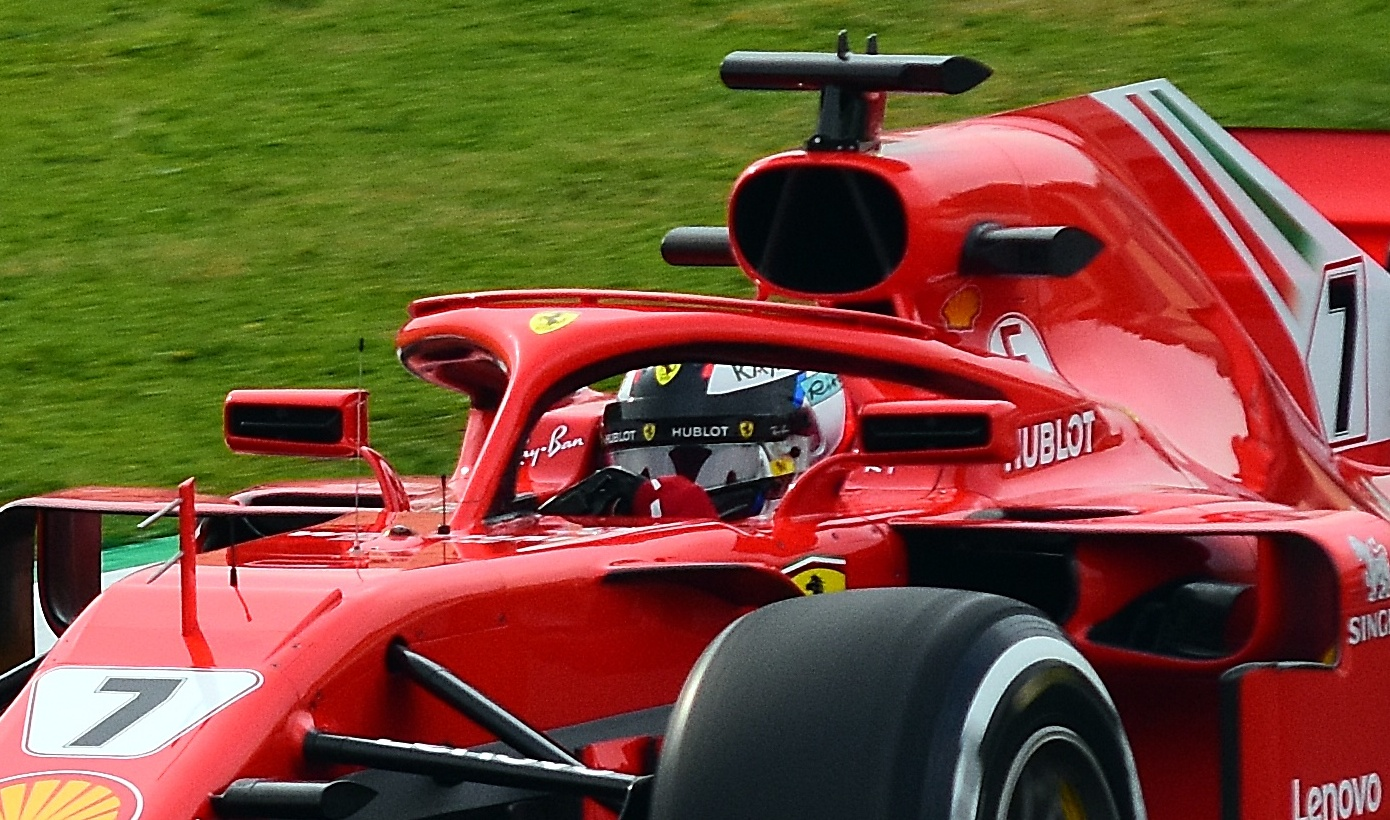
Halosystemet på en Ferrari SF71H körd av Kimi Räikkönen under försäsongstesterna, februari 2018

En halo är en del av krockskyddet i en formelbil som består av en böjd stång placerad för att skydda förarens huvud.
De första testerna av en halo genomfördes 2016 och 2017 sedan FIA påbörjat ett arbete med att förbättra säkerheten för förarna. Sedan säsongen 2018 har FIA gjort det obligatoriskt med en halo på alla fordon som tävlar i Formel 1, Formel 2, Formel 3, Formel Regional, Formel E och Formel 4. Vissa andra racingserier med öppna hjul använder också en halo, som Indycar Series, Indy Lights, Super Formula, Super Formula Lights, Euroformula Open och Australian S5000. I Indycar används halon som en ram bestående av en tjock genomskinlig aeroscreen.

## Konstruktion

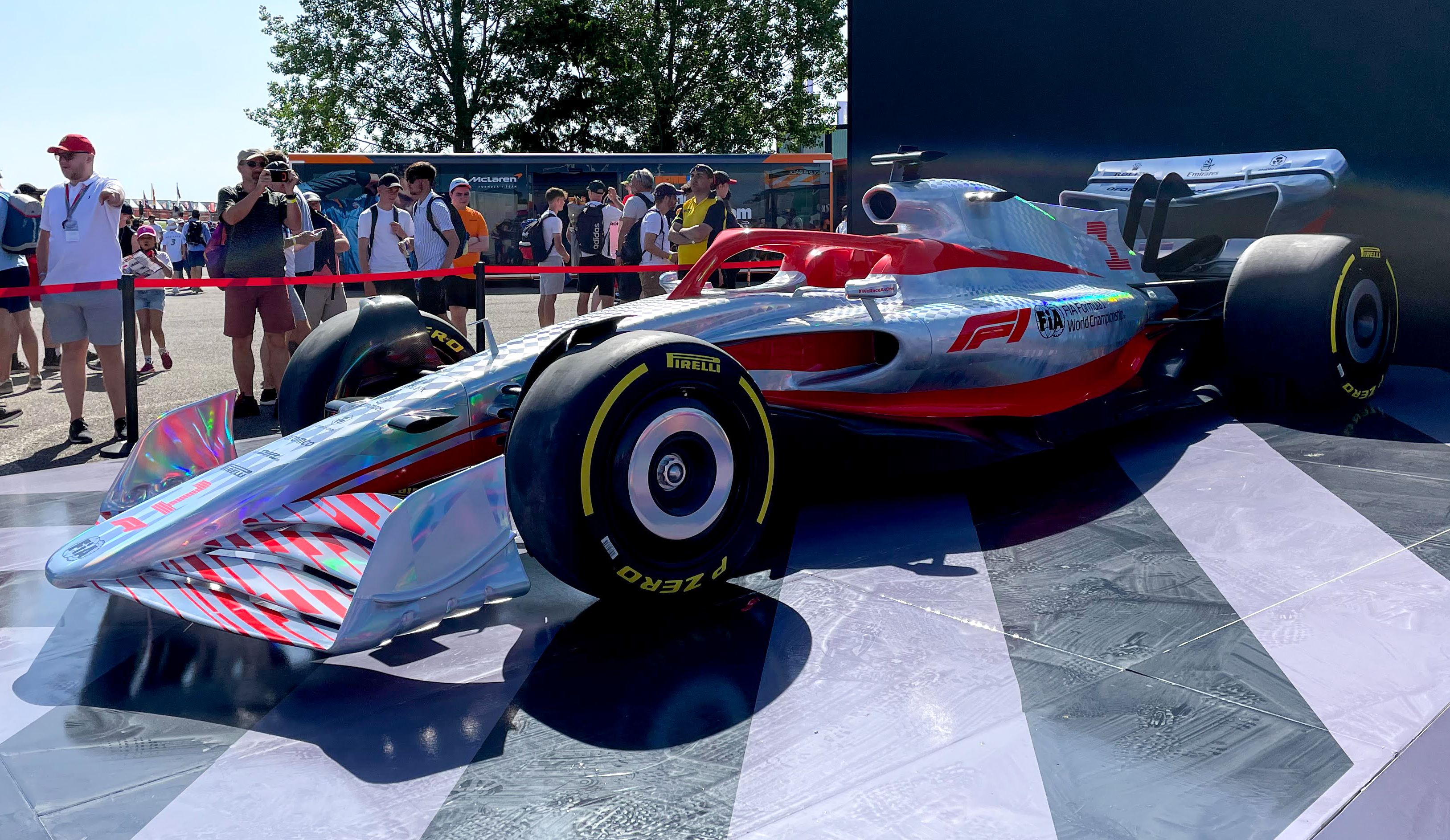
FIA:s konceptbil för Formel 1 inför reglementeförändringarna till säsongen 2022 där Halon syns i rött.

Halon består av en stång i lättviktig titan som sedan sätts fast på bilen ovanför förarsätet. Stången omger förarens huvud och är ansluten med tre punkter till fordonsramen. Halon väger ungefär 9 kilo på dagens Formel-bilar.
Halon utvecklas av tre godkända tredjepartstillverkare som godkänts av FIA.
I en simulering utförd av FIA, med data från 40 verkliga incidenter, ledde halon till en 17 % teoretisk ökning av förarens överlevnadsgrad vid en eventuell krasch.

## Incidenter
Vid Bahrains Grand Prix 2020 räddade halon Romain Grosjeans liv efter hans och Daniil Kvyats bilar rört vid varandra, Grosjean kraschade därefter in i ett räcke. Bilen klyvdes på mitten och halon tog smällen på räcket vilket skyddade Grosjeans huvud från en hård smäll. Bilen fattade eld vid kollisionen men Grosjean lyckades ta sig ur eldhavet utan stora skador, endast brännskador på händerna och vristerna.
Vid Italiens Grand Prix 2021 kolliderade Max Verstappen och Lewis Hamilton. Verstappens hjul landade på halon på Hamiltons bil vilket skyddade Hamiltons huvud, Hamilton menade att halon "räddade hans liv".